# Meroplius flavofemoratus
Meroplius flavofemoratus är en tvåvingeart som beskrevs av Ozerov 2000. Meroplius flavofemoratus ingår i släktet Meroplius och familjen svängflugor.
Artens utbredningsområde är Namibia. Inga underarter finns listade i Catalogue of Life.